# 大草山駅

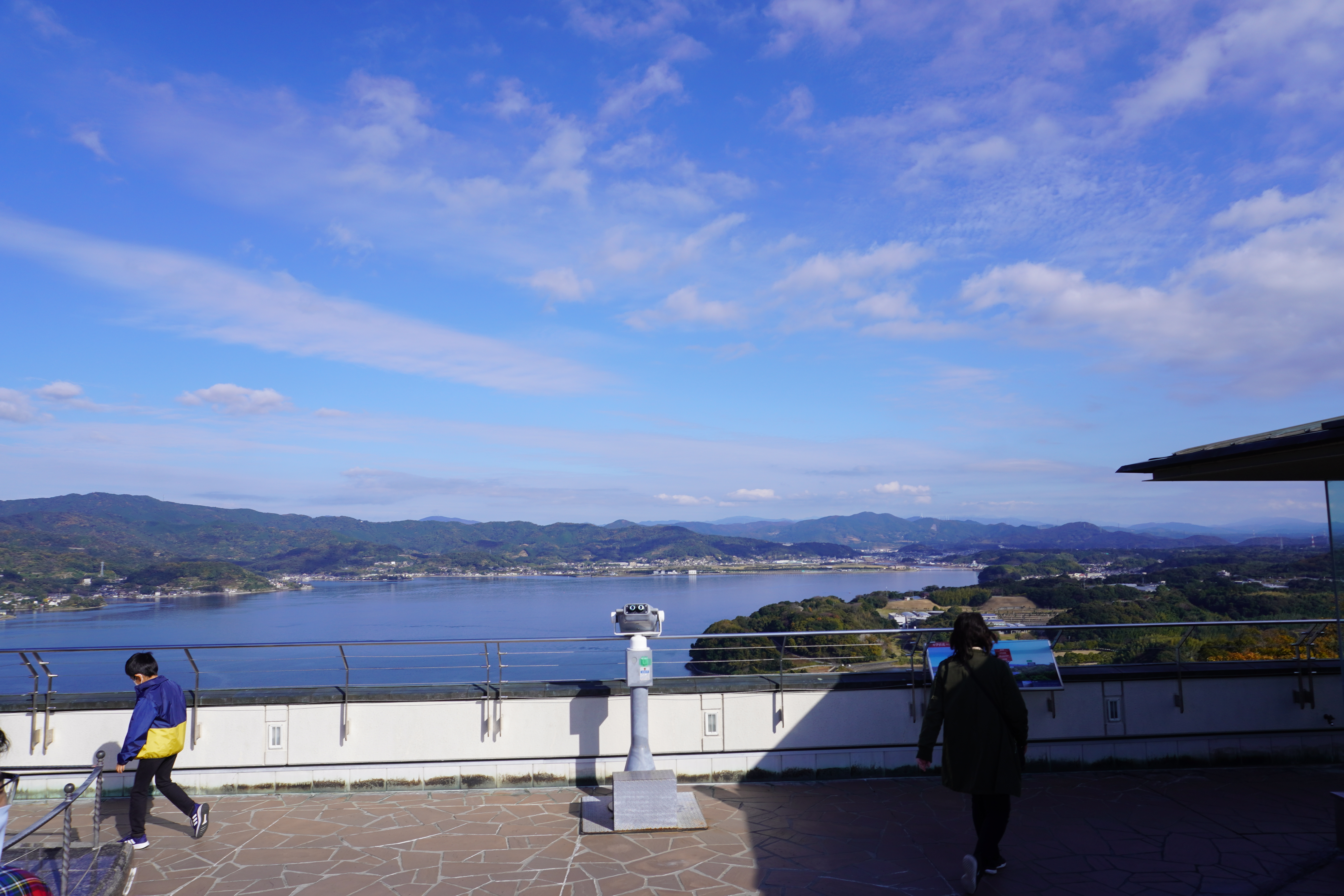
大草山展望台からの景色

大草山駅（おおくさやまえき）は、静岡県浜松市中央区にある、遠鉄観光開発かんざんじロープウェイの駅。所在地代表住所はロープウェイ全体で舘山寺町となっているが、駅そのものは呉松町に立地している。中部の駅百選に第3回選定。
浜名湖オルゴールミュージアムに隣接しており、浜名湖パルパルからの往復利用を推進している。

## 歴史
- 1960年（昭和35年）12月：開業。
- 1999年（平成11年）
  - 1月10日：リニューアルに伴いこの日を以て休止。
  - 4月24日：リニューアルオープン。

## 駅構造
浜名湖オルゴールミュージアムは当駅に直結しており、屋外へ出ることなく往来できる。また、同ミュージアム屋上には入場券の不要な展望スペース「大草山展望台」が設けられている。

## 駅周辺
- 浜名湖オルゴールミュージアム
- 湖上百景浜名湖かんざんじ荘
- 国民宿舎紅竹
- 大草荘

## バス
以前は遠州鉄道バスの国民宿舎バス停が存在したが、国民宿舎浜名湖かんざんじ荘の遠鉄への譲渡に際し、当路線を代替に廃止されている。
フラワー号
大草山展望台・オルゴールミュージアムバス停

## 隣の駅
遠鉄観光開発
かんざんじロープウェイ
かんざんじ駅 - 大草山駅